# رولف رينر
رولف رينر هو لاعب كرة قدم سويسري في مركز الوسط، ولد في 24 أبريل 1951 في سويسرا، وتوفي في 11 أبريل 1988. لعب مع نادي بازل.